# Sørskogbygda Idrettslag
Sørskogbygda Idrettslag är en idrottsförening hemmahörande i  Sørskogbygda i Elverums kommun, grundad 1915. Föreningen har varit aktiv  i fotboll, handboll, skidor och skidskytte. Idrottsföreningen skapades som Kynnbergets skilag. 

## Historia
I början fanns det lokala idrottsföreningar i de flesta bygderna av  Sørskogbygda. Det startade med Kynnberget skilag 1915. Etableringen av sportklubben Glimt 1917 lade grundvalen för en bred idrottsrörelse i Sørskogbygda. Den startade med backhoppning, sen längdåkning, fotboll, damhandboll, herrhandboll och skidskytte. Damhandbollen satte Sørskogbygda IL på kartan först. Genast efter kriget bad några ivriga flickor i Sætre om stöd till handbollsmål. Några år senare spelade  Sørskogbygda IL i NM-finalen i handbollen, men förlorade klart. Magnhild Kjønsberg spelade för laget. Hon var en stor idrottstalang i Sørskogbygda. Hon besökte Oslo 1947 och vann på Bislett  NM-guld i diskus och spjut. På 60-talet kom damerna tillbaka med full styrka och med Jorunn Tvedt och Oddny Bekk som lagets stöttespelare. Laget var ett av de bättre i Norge inom damhandbollen  med flera NM-guld:  ute 1965, inne 1966 och ute 1967 (segrar i norska cupen) och landslagsspelare. Uppslutningen runt laget var stor.
Rolf Storsveens namn lyser med guldskrift i idrottshistorien för föreningen. Han var på 80-talet en av Norges bästa skidskyttar med silver i OS- och VM-stafetter och med norska mästerskap på meritlistan.

### Noe helt for seg sjøl – Sørskogbygda idrettslag i 100 år.
100 års stolt och allsidig historia summeras  i titeln till Knut Fjelds nya lokalhistoriska bok: «Noe helt for seg sjøl – Sørskogbygda idrettslag i 100 år.» Mer än de flesta föreningar har Sørskogbygda IL bidragit till sammanhållning och stolthet i lokalsamhället. Som mest hade föreningen över 800  medlemmar. Föreningen är glad för att Knut Fjeld varit historieförfattare.  Föreningen är själen i bygden för de flesta av oss, förklarar Hans Erik Forårsveen stolt. I två år har Knut Fjeld arbetat med boken. Det har varit ett extremt roligt uppdrag berättar han. De flesta protokollen och årsberättelser ända tillbaka till 1917 eksisterar fortfarande. På 100 år har 1952 föreningsuppdrag blivit fördelade på 652 medlemmar. Medlemmarna har engagerat sig på djupet och bredden. I historien berättas om individuella OS och VM-medaljer samt om norska mästerskapsguld både i handboll, skidor och skidskytte.